# Sammonaukko
Sammonaukko är en fjärd i Finland. Den ligger i landskapet Egentliga Finland, i den sydvästra delen av landet, 220 km väster om huvudstaden Helsingfors.
Sammonaukko avgränsas av ön Sammo i nordväst, Ruskio i nordöst, Tevaluoto i öster och Pentinletot i sydväst. Den ansluter till Vekaranaukko i väster och Pentinletonaukko i söder.